# 朝川知昭
朝川 知昭（あさかわ ともあき、1967年〈昭和42年〉3月5日 - ）は、日本の厚生・厚生労働官僚。

## 来歴
埼玉県さいたま市出身。埼玉県立浦和高等学校を経て、1990年（平成2年）、東京大学法学部を卒業し、厚生省に入省。入省後、老健局振興課長、雇用均等・児童家庭局保育課長、社会・援護局障害保健福祉部企画課長、同局総務課長、厚生労働省参事官（総合政策統括担当）
、同政策統括官付政策統括室副室長、同政策統括官付社会保障担当参事官室長、内閣官房内閣参事官（内閣官房副長官補付）、同社会保障改革担当室参事官、同東京オリンピック競技大会・東京パラリンピック競技大会推進本部事務局参事官、同一億総活躍推進室参事官、同人生100年時代構想推進室参事官、内閣府地方創生推進事務局参事官などを歴任。
2020年（令和2年）8月7日、厚生労働省大臣官房審議官（年金担当）に就任。同年10月26日、内閣官房内閣審議官（内閣官房副長官補付）兼同情報通信技術（IT）総合戦略室長代理（副政府CIO）を併任。
2021年（令和3年）1月20日、全国健康保険協会に出向し、同理事に就任。
2022年（令和4年）6月28日、厚生労働省大臣官房審議官（総合政策・年金担当）に就任。
2023年（令和5年）7月4日、社会・援護局長に就任。在任中、能登半島地震の発生に際して厚生労働省内に健康危機管理チームが設置され、朝川は大島一博事務次官及び迫井正深医務技監の下、社福チームの責任者を務めた。
2024年（令和6年）7月5日、厚生労働省政策統括官（総合政策担当）に就任。
2025年（令和7年）7月8日、厚生労働省年金局長に就任。

## 略歴
- 1990年4月：厚生省採用
- 大臣官房総務課
- 厚生省大臣官房高齢者介護対策本部事務局主査
- 厚生省保険局国民健康保険課企画法令係長
- 厚生省大臣官房政策課主査
- 1997年7月：厚生省大臣官房政策課課長補佐[19]
- 1998年4月：広島市社会局社会企画課長
- 2001年4月：厚生労働省年金局資金管理課課長補佐
- 2002年8月：厚生労働省年金局年金課長補佐
- 2004年8月：厚生労働省医政局総務課長補佐
- 2006年9月：厚生労働省大臣官房総務課企画官（併）厚生労働省医政局
- 2006年9月：厚生労働省大臣官房人事課秘書官事務取扱（柳澤伯夫大臣秘書官）
- 2007年8月：厚生労働省雇用均等・児童家庭局総務課少子化対策企画官
- 2010年4月：厚生労働省雇用均等・児童家庭局総務課少子化対策企画室長
- 2010年7月：厚生労働省大臣官房総務課企画官（併）厚生労働省健康局
- 2010年10月：厚生労働省政策企画官(併）厚生労働省政策統括官付社会保障担当参事官室（併）内閣官房副長官補付（命）内閣官房社会保障改革担当企画官
- 2012年9月：厚生労働省老健局振興課長
- 2014年7月：厚生労働省雇用均等・児童家庭局保育課長
- 2016年6月：厚生労働省社会･援護局障害保健福祉部企画課長
- 2018年7月：厚生労働省社会・援護局総務課長
- 2019年7月：厚生労働省参事官（総合政策統括担当）（併）厚生労働省政策統括官付政策統括室副室長
- 2020年8月：厚生労働省大臣官房審議官（年金担当）（併）内閣官房内閣審議官（内閣官房副長官補付）（命)内閣官房情報通信技術(IT)総合戦略室長代理（副政府CIO)
- 2021年1月：全国健康保険協会理事
- 2022年6月：厚生労働省大臣官房審議官（総合政策、年金担当）（併）内閣官房内閣審議官(内閣官房副長官補付）（命)内閣官房全世代型社会保障構築本部事務局審議官
- 2023年7月：厚生労働省社会・援護局長
- 2024年7月：厚生労働省政策統括官（総合政策担当）
- 2025年7月：厚生労働省年金局長